# Klimmspitze
La Klimmspitze est une montagne culminant à 2 464 m d'altitude dans les Alpes d'Allgäu.

## Toponymie
La première mention de la Klimmspitze date de 1751 sous le nom de Klimer Spiz. Il fait référence au village de Klimm, au sud-ouest d'Elmen.

## Géographie
La Klimmspitze est le sommet le plus à l'est du chaînon de Hornbach. Les versants sud et est donnent sur le Lechtal et celui au nord sur le Hornbachtal. À l'ouest, il est relié à la Schwellenspitze (2 496 m) et à la Wasserfallkarspitze (2 557 m).

## Histoire
La première ascension décrite est celle de Hermann von Barth en 1869, cependant une ascension par les habitants est possible. Une ascension des faces est et ouest est effectuée en 1913 par J. Färber und W. Klaunig. La face nord est grimpée en 1925 par Bachschmid et Hans Wüstendorfer.

## Ascension
L'ascension la plus courante de la Klimmspitze se fait par un sentier balisé, qui part de Klimm et traverse le flanc sud-est puis ouest. Le sommet est alors accessible par un éboulis.
Au nord, l'ascension se fait sans chemin précis, depuis Hinterhornbach à travers le Schwellenkar. Elle est classée 2. La difficulté est la même à l'ouest, tandis que l'ascension à l'est est classée 3. La paroi au nord est classée 4.
En hiver, la Klimmspitze peut servir pour faire du ski, principalement en suivant la voie courante.